# Аянская пещера
Аянская пещера — карстовая пещера на склоне горы Чатыр-Даг в Крыму. Из неё вытекает мощный природный источник, который питает водой реку Аян. Обследованная протяжённость ходов пещеры — 560 м, амплитуда — 22 м (от −10 до +12), высота входа около 400 м, площадь — 1250 м², объём — 14 500 м³. В пещере наблюдается большое количество сложных карстовых сифонов.

## Описание
Пещера состоит из пяти почти параллельных галерей, заложенных в различных тектонических блоках на отметках от −10 до +12 м по отношению к выходу источника, и соединяющих сифонных каналов. В сильные паводки галереи пещеры практически полностью заполняет вода.
Пещера заложена в толстослоистых верхнеюрских известняках. Часть галерей полностью затоплена, так как находится ниже уровня источника. В жаркий период галереи, расположенные выше, пересыхают, так как вода перетекает из одной галереи в другую. В паводок большинство галерей заполняются водой.
В пещере много отложений, как механических (валунов, гальки, песка и глины), так и натёчных (сталактиты, сталагмиты, коры), которые не представлены значительными и зрелищными скоплениями.
Ближняя часть пещеры известна с начала XX века. Пещера полностью исследована Комплексной карстовой экспедицией в 1960 году.
В 1963 году аквалангисты прошли сифон протяжённость в 60 метров, обнаружив несколько воздушных пузырей, от небольших, до внушительных размеров. Закончилось путешествие небольшим залом, в котором протекал ручей и узкими сухими лазами, а также новым сифоном.

## История
В середине XVIII века неподалёку от источника находилась греческая деревушка Ай-Ян, что означает «святой Иоанн». Предание гласит, что источник также считался святым и рядом с ним был возведён монастырь в честь Святого Иоанна. К 1778 году от него остались лишь руины. Храм дал название источнику, реке и селу.

## Туризм
Местность, прилегающую к природному источнику, и исток реки художественно описал Павел Сумароков, который побывал там в 1799 году:
«Извержение её, находящееся в полугоре, покрывается самородным каменным гротом, над которым в сквозном его своде выходят самые тонкие и как будто сделанные искусной работой арки. Внутри сего грота великое множество воды выбивается с ревом из недр земли, падает с сильным кипением по огромным каменьям, составляя быстрые каскады, и обильный её потом ток, пробегающий по ущелью между гор, выводит Салгир на ровные луга». 
Долгое время в Салгире водилась форель, которая во время нереста поднималась в верховья реки и даже проникала в пещеру, из которой вытекает Аян. Примечательно, что уже в начале XX века туристы наносили ущерб природной красоте источника. Геолог Н. И. Каракаш в 1904 году писал: «Дно колодца завалено крупными и мелкими обломками камней, попавших туда отчасти при порохостроительных работах, предпринятых владельцем источника для расширения грота, но большею частью колодец засорялся туристами, бросавшими в колодец камни при своем посещении грота».